# Руг баир
Руг баир (или понякога Руш баир, на македонска литературна норма: Руг Баир) е праисторическо селище от Новокаменната епоха край село Горобинци, Северна Македония. Обявено е за защитен паметник на културата.

## Местоположение
Намира се на около 2 km южно от селото между полските пътчета от Горобинци за селата Иванковци и Гюземелци, на един от гребените на Гюрищкия масив, който се спуска полегато към полето, достигайки до село Амзабегово (Анзабегово) на изток. Мястото е по-голяма, естествено заравнена тераса, леко вдлъбната в средата, издължена в посока запад-изток и с размери 220 × 80 m. В западния край се издига Перечкият рид, северната страна се спуска към местността Падина, а част от източната и южната страна са стръмно засечени от Гюземелският дол.

## Описание
Руг баир е регистриран като обект от неолита в 1960 година, а година по-късно Археологическият музей прави тук разкопки. Направени са 11 сонди, от 1 до 3 квадрата с размери 3 × 3 m, е направен опит за получаване на основни данни за стратиграфията на селището в рамките на двунационален научен проект за проучване на неолита в Източна Македония, тоест в Амзабегово. Разкопките разкриват многопластово селище, с културен пласт от 1,40 m, в който са открити материални останки от три пъти преустройвано селище в хронологически и културен континюитет. Движимите находки, преди всичко керамичните, които са най-многобройни, според типологията на формите, орнаментиката и техниката на изпълнението им, художествените и други характеристики са почти изцяло идентични с тези от среднонеолитните пластове в селището в Амзабегово и с други селища от Анзабеговско-Връшнишката културна група. Находките се съхраняват в Института и музей в Щип и много малка част в Музея на Македония в Скопие.